# Janae Smith
Janae Smith (ur. 25 sierpnia 1992) – amerykańska koszykarka grająca na pozycjach silnej skrzydłowej lub środkowej.
16 listopada 2017 została zawodniczką Enei AZS Poznań. 2 stycznia 2018 opuściła klub.

## Osiągnięcia
Stan na 30 stycznia 2018, na podstawie, o ile nie zaznaczono inaczej.
NCAA
- Wicemistrzyni turnieju konferencji  Missouri Valley (MVC – 2013)
- Najlepsza nowo-przybyła zawodniczka MVC (2013)[5]
- Zaliczona do:
  - I składu:
    - najlepszych pierwszorocznych zawodniczek konferencji Southern (2011)
    - turnieju MVC (2013)
    - C-USA (2015)

  - II składu MVC (2013)

Indywidualne
(* – nagrody przyznane przez portal Eurobasket.com)
- Zaliczona do III składu ligi greckiej (2016)*